# Ключ 35
Ключ 35 (трад. и упр. 夊) — ключ Канси со значением «волочить ноги»; один из 34, состоящих из трёх штрихов.
В словаре Канси есть 23 символа (из 49 030), которые можно найти c этим радикалом.

## История
Древняя идеограмма связана с изображением человека, причем дополнительная черта, пересекающая ноги и руки, обозначала «не спеша идти, волочить».
Самостоятельно иероглиф не употребляется.
В качестве ключевого знака иероглиф используется мало.

Вид в Цзягувэнь
Вид в малой печати Чжуаньшу

В словарях располагается под номером 35.

## Значение
1. Идти медленно
2. Волочить ноги

## Варианты прочтения
- кит. 夊, пиньинь suī, свей.
- яп. すい, sui, сый.
- кор. 천천히걸을 cheoncheonhi georeul, чончони горыль?, 쇠 soe, сё?.

## Примеры иероглифов
| Доп. штрихи | Иероглифы   |
| ----------- | ----------- |
| 0           | 夊          |
| 4           | 夋 麦       |
| 5           | 夌          |
| 6           | 复 㚆 㚇 変 |
| 7           | 夎 夏       |
| 11          | 夐 𡕵       |
| 12          | 𡕷          |
| 15          | 夑 夓       |
| 16          | 夒          |
| 19          | 夔          |
| 20          | 𡖂          |

- Примечание: Ваш браузер может отображать иероглифы неправильно.